# Maddalena Sibilla di Sassonia-Weissenfels
Maddalena Sibilla di Sassonia-Weissenfels (Halle, 2 settembre 1648 – Gotha, 7 gennaio 1681) fu una principessa sassone e principessa consorte di Sassonia-Gotha-Altenburg dal 1669.

## Biografia
Nacque il 2 settembre 1648 ed era figlia del duca Augusto di Sassonia-Weissenfels, e di sua moglie Anna Maria di Meclemburgo-Schwerin. I suoi nonni paterni furono l'elettore Giovanni Giorgio I di Sassonia e Maddalena Sibilla di Prussia.
Il 14 novembre 1669 a Halle sposò il duca Federico I di Sassonia-Gotha-Altenburg
Morì il 7 gennaio 1781.

## Discendenza
Maddalena Sibilla e Federico ebbero sette figli:
- Anna Sofia (22 dicembre 1670 — 28 dicembre 1728), sposò il duca Luigi Federico I di Schwarzburg-Rudolstadt;
- Maddalena Sibilla (30 settembre 1671 — 2 marzo 1673);
- Dorotea Maria (22 gennaio 1674 – 18 aprile 1713), sposò il duca Ernesto Luigi I di Sassonia-Meiningen;
- Federica (24 marzo 1675 - 28 maggio 1709), sposò il principe Giovanni Augusto di Anhalt-Zerbst;
- Federico II, duca di Sassonia-Gotha-Altenburg (28 luglio 1676 – 23 marzo 1732);
- Giovanni Guglielmo (4 ottobre 1677 – 15 agosto 1707);
- Elisabetta (7 febbraio 1679 – 22 giugno 1680);
- Giovanna (1º ottobre 1680 – 9 luglio 1704), sposò il duca Adolfo Federico II di Meclemburgo-Strelitz.

## Ascendenza
|                                           |                                      |                                            | Genitori                          |  |  | Nonni |  |  | Bisnonni                |  |  | Trisnonni             |  |
|                                           |                                      |                                            |                                   |  |  |       |  |  | Cristiano I di Sassonia |  |  | Augusto I di Sassonia |  |
|                                           |                                      |                                            |                                   |  |  |       |  |  | Cristiano I di Sassonia |  |  | Augusto I di Sassonia |  |
|                                           |                                      | Anna di Danimarca                          |                                   |  |  |       |  |  | Cristiano I di Sassonia |  |  |                       |  |
| Giovanni Giorgio I di Sassonia            |                                      |                                            |                                   |  |  |       |  |  | Cristiano I di Sassonia |  |  |                       |  |
|                                           |                                      | Sofia di Brandeburgo                       | Giovanni Giorgio di Brandeburgo   |  |  |       |  |  |                         |  |  |                       |  |
|                                           |                                      | Sofia di Brandeburgo                       | Giovanni Giorgio di Brandeburgo   |  |  |       |  |  |                         |  |  |                       |  |
|                                           |                                      | Sofia di Brandeburgo                       | Sabina di Brandeburgo-Ansbach     |  |  |       |  |  |                         |  |  |                       |  |
| Augusto di Sassonia-Weissenfels           |                                      | Sofia di Brandeburgo                       |                                   |  |  |       |  |  |                         |  |  |                       |  |
|                                           |                                      | Alberto Federico di Prussia                | Alberto I di Prussia              |  |  |       |  |  |                         |  |  |                       |  |
|                                           |                                      | Alberto Federico di Prussia                | Alberto I di Prussia              |  |  |       |  |  |                         |  |  |                       |  |
|                                           |                                      | Alberto Federico di Prussia                | Anna Maria di Brunswick-Lüneburg  |  |  |       |  |  |                         |  |  |                       |  |
| Maddalena Sibilla di Hohenzollern         |                                      | Alberto Federico di Prussia                |                                   |  |  |       |  |  |                         |  |  |                       |  |
|                                           |                                      | Maria Eleonora di Jülich-Kleve-Berg        | Guglielmo di Jülich-Kleve-Berg    |  |  |       |  |  |                         |  |  |                       |  |
|                                           |                                      | Maria Eleonora di Jülich-Kleve-Berg        | Guglielmo di Jülich-Kleve-Berg    |  |  |       |  |  |                         |  |  |                       |  |
|                                           |                                      | Maria Eleonora di Jülich-Kleve-Berg        | Maria d'Austria                   |  |  |       |  |  |                         |  |  |                       |  |
| Maddalena Sibilla di Sassonia-Weissenfels |                                      | Maria Eleonora di Jülich-Kleve-Berg        |                                   |  |  |       |  |  |                         |  |  |                       |  |
|                                           | Giovanni VII di Meclemburgo-Schwerin | Giovanni Alberto I di Meclemburgo-Schwerin |                                   |  |  |       |  |  |                         |  |  |                       |  |
|                                           | Giovanni VII di Meclemburgo-Schwerin | Giovanni Alberto I di Meclemburgo-Schwerin |                                   |  |  |       |  |  |                         |  |  |                       |  |
|                                           | Giovanni VII di Meclemburgo-Schwerin | Anna Sofia di Prussia                      |                                   |  |  |       |  |  |                         |  |  |                       |  |
| Adolfo Federico I di Meclemburgo-Schwerin | Giovanni VII di Meclemburgo-Schwerin |                                            |                                   |  |  |       |  |  |                         |  |  |                       |  |
|                                           |                                      | Sofia di Holstein-Gottorp                  | Adolfo di Holstein-Gottorp        |  |  |       |  |  |                         |  |  |                       |  |
|                                           |                                      | Sofia di Holstein-Gottorp                  | Adolfo di Holstein-Gottorp        |  |  |       |  |  |                         |  |  |                       |  |
|                                           |                                      | Sofia di Holstein-Gottorp                  | Cristina d'Assia                  |  |  |       |  |  |                         |  |  |                       |  |
| Anna Maria di Mecleburgo-Schwerin         |                                      | Sofia di Holstein-Gottorp                  |                                   |  |  |       |  |  |                         |  |  |                       |  |
|                                           |                                      | Enno III della Frisia orientale            | Edzardo II della Frisia orientale |  |  |       |  |  |                         |  |  |                       |  |
|                                           |                                      | Enno III della Frisia orientale            | Edzardo II della Frisia orientale |  |  |       |  |  |                         |  |  |                       |  |
|                                           |                                      | Enno III della Frisia orientale            | Caterina Vasa                     |  |  |       |  |  |                         |  |  |                       |  |
| Anna Maria della Frisia orientale         |                                      | Enno III della Frisia orientale            |                                   |  |  |       |  |  |                         |  |  |                       |  |
|                                           |                                      | Anna di Holstein-Gottorp                   | Adolfo di Holstein-Gottorp        |  |  |       |  |  |                         |  |  |                       |  |
|                                           |                                      | Anna di Holstein-Gottorp                   | Adolfo di Holstein-Gottorp        |  |  |       |  |  |                         |  |  |                       |  |
|                                           |                                      | Anna di Holstein-Gottorp                   | Cristina d'Assia                  |  |  |       |  |  |                         |  |  |                       |  |
|                                           |                                      | Anna di Holstein-Gottorp                   |                                   |  |  |       |  |  |                         |  |  |                       |  |